# Baby Action
BABY ACTION è il terzo album in studio del gruppo musicale giapponese j-pop/j-rock SCANDAL, pubblicato il 10 agosto 2011 per l'etichetta Epic Records Japan, sotto-etichetta della Sony Music. La sua uscita nei negozi è stata anticipata dai singoli SCANDAL Nanka Buttobase, Pride (utilizzato come sigla di chiusura dell'anime STAR DRIVER Kagayaki no Takuto), Haruka (utilizzato come theme-song nel film d'animazione Tofu Kozo) e LOVE SURVIVE.

## Il disco
Il disco viene presentano in anteprima il 9 agosto, al Centro commerciale Tsutaya di Tokyo, con circa 1 000 fan che si accalcano all'entrata del negozio per poter incontrare le ragazze e aggiudicarsi i vari prodotti di merchandising della band.
L'album esce nei negozi il 10 agosto 2011 e debutta al 4º posto della classifica Oricon. Le SCANDAL hanno dichiarato che il tema delle canzoni presenti in questo lavoro è stato influenzato dalle sensazioni e dalla sofferenza provata dai giapponesi in seguito al terremoto, cercando di smuovere le coscienze su questo argomento.
Il 6 ottobre viene pubblicato il primo singolo estratto intitolato SCANDAL Nanka Buttobase che esordisce al 3º posto della classifica settimanale della Oricon con 35 772 copie vendute.
Il 9 febbraio 2011 viene pubblicato il singolo Pride, utilizzato come seconda sigla di chiusura dell'anime STAR DRIVER Kagayaki no Takuto, che esordisce al 7º posto della classifica Oricon con 16 579 copie vendute e al 1º posto della classifica Billboard nella categoria animazione.
Il 20 maggio esce il singolo Haruka, che fa parte della colonna sonora del film giapponese in animazione digitale Tōfu kozō, mentre il brano Satisfaction (incluso nel singolo) diventa l'inno del tour di beneficenza organizzato dalla JVB in favore delle vittime della criminalità organizzata dopo il terremoto e maremoto del Tōhoku del 2011. Il singolo vende 21 974 copie piazzandosi al 3º posto sia nella classifica Oricon sia nella classifica Billboard.
Alla convention di anime AM² ad Anaheim in California, viene presentato in anteprima il singolo LOVE SURVIVE, uscito il 27 luglio e piazzatosi all'11º posto nella classifica Oricon con 13 507 copie vendute.
La canzone BURN, inclusa nell'album, viene utilizzata per la colonna sonora del film horror Rabitto Horan-3D (ラビット・ホラー3D?) di Akira Mitsushima.

## Tracklist
CD (ESCL-3494/ESCL-3490/ESCL-3492)
1. GLAMOROUS YOU – 4:06 (Mami Sasazaki, Tanaka Hidenori)
2. Sono Toki, Sekai wa Kimi Darake no Lane (その時、世界はキミだらけのレイン) – 3:12 (Aida Shigekazu)
3. LOVE SURVIVE – 3:42 (Haruna Ono, Tanaka Hidenori)
4. Sparkling – 3:51 (Tomomi Ogawa, Tanaka Hidenori)
5. BURN – 5:19 (Rina Suzuki, Inui Hirosi)
6. Appletachi no Dengon (アップルたちの伝言) – 4:18 (Tomomi Ogawa, Yuichi Tajika)
7. Tokyo Skyscraper (東京スカイスクレイパー) – 4:38 (Rina Suzuki, Hideka Toru)
8. Pride – 4:31 (Haruna Ono, Tanaka Hidenori)
9. Haruka (ハルカ) – 5:07 (Haruna Ono, Tanaka Hidenori)
10. SCANDAL Nanka Buttobase (スキャンダルなんかブッ飛ばせ) – 3:29 (Yoko Agi, Uzaki Ryudo)
11. Very Special – 4:44 (Tomomi Ogawa, Rina Suzuki)
12. one piece – 5:54 (Rina Suzuki, Yuichi Tajika)

DVD (ESCL-3493)
1. SCANDAL no Theme (Video)
2. 2011 Zepp Tour Digest Movie

## Formazione

### Gruppo
- HARUNA - voce - chitarra
- TOMOMI - basso - voce
- MAMI   - chitarra - voce
- RINA   - batteria - voce

### Altri musicisti
- Sae (Bye Bye Boy) - sassofono in Appletachi no Dengon
- Tomomi Sekiguchi - tromba in Appletachi no Dengon
- r.u.ko (THE BEACHES) - tastiera in Tokyo Skyscraper

## Classifiche
| Classifica (2012) | Posizione massima |
| ----------------- | ----------------- |
| Giappone          | 4                 |